# (35615) 1998 HE148
1998 HE148 (asteroide 35615) é um asteroide da cintura principal. Possui uma excentricidade de 0.20855180 e uma inclinação de 2.72044º.
Este asteroide foi descoberto no dia 25 de abril de 1998 por Eric Walter Elst em La Silla.